# Mohammad Ali Sanatkaran
Mohammad Ali Sanatkaran (in persiano محمدعلی صنعتكاران‎; Teheran, 18 marzo 1938) è un ex lottatore iraniano, specializzato nella lotta libera.

## Palmarès

### Olimpiadi
- 1 medaglia:
  - 1 bronzo (Tokyo 1964 nei pesi welter)

### Mondiali
- 2 medaglie:
  - 1 oro (Yokohama 1961 nei 67 kg)
  - 1 argento (Manchester 1965 nei 78 kg)